# Psammodromus occidentalis
Psammodromus occidentalis là một loài thằn lằn trong họ Lacertidae. Loài này được Fitze, Gonzalez-Jimena, San-Jose, San Mauro & Zardoya mô tả khoa học đầu tiên năm 2012.